# أولاد فارس الحلة
أولاد فارس الحلة هي قرية في إقليم سطات ضمن جهة الشاوية ورديغة بالغرب المغربي. كان مجموع عدد سكان الجماعة القروية أولاد فارس الحلة 3.609 نسمة.(تعداد السكان الرسمي 2004)